# Wallanlage Hofkühl

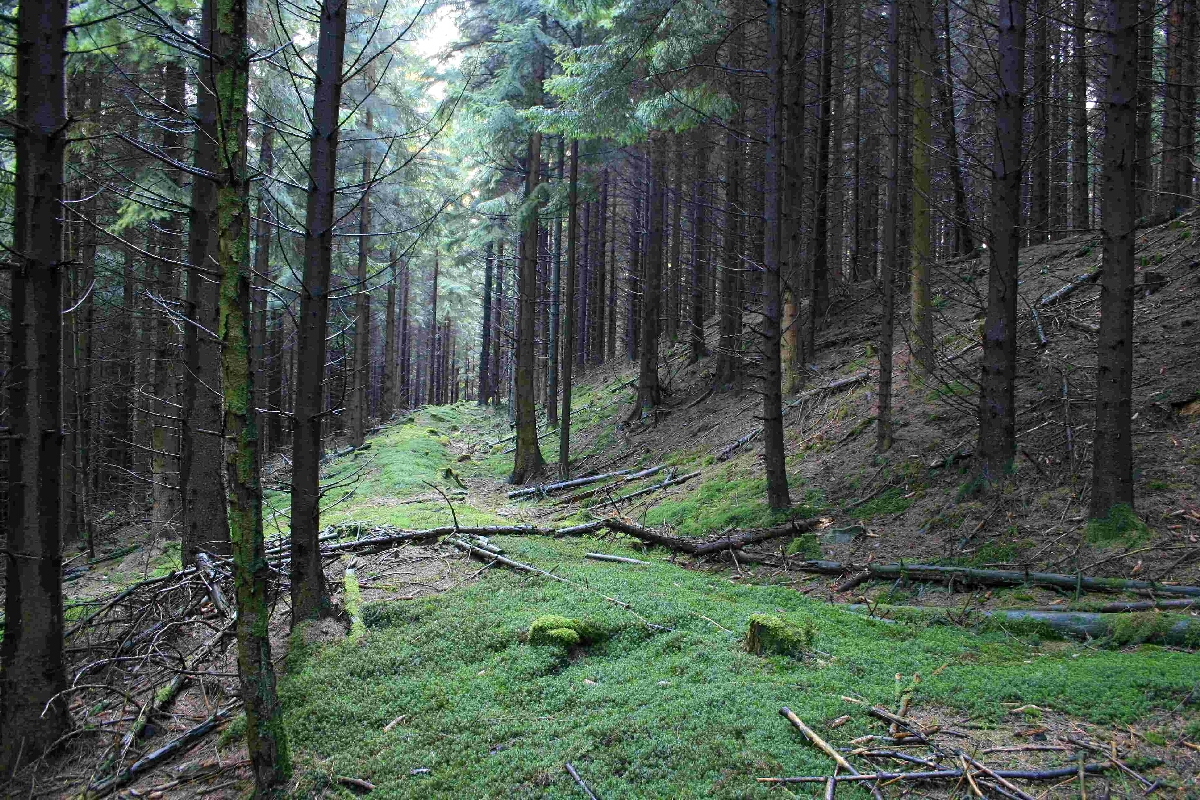
Wallanlage Hofkühl

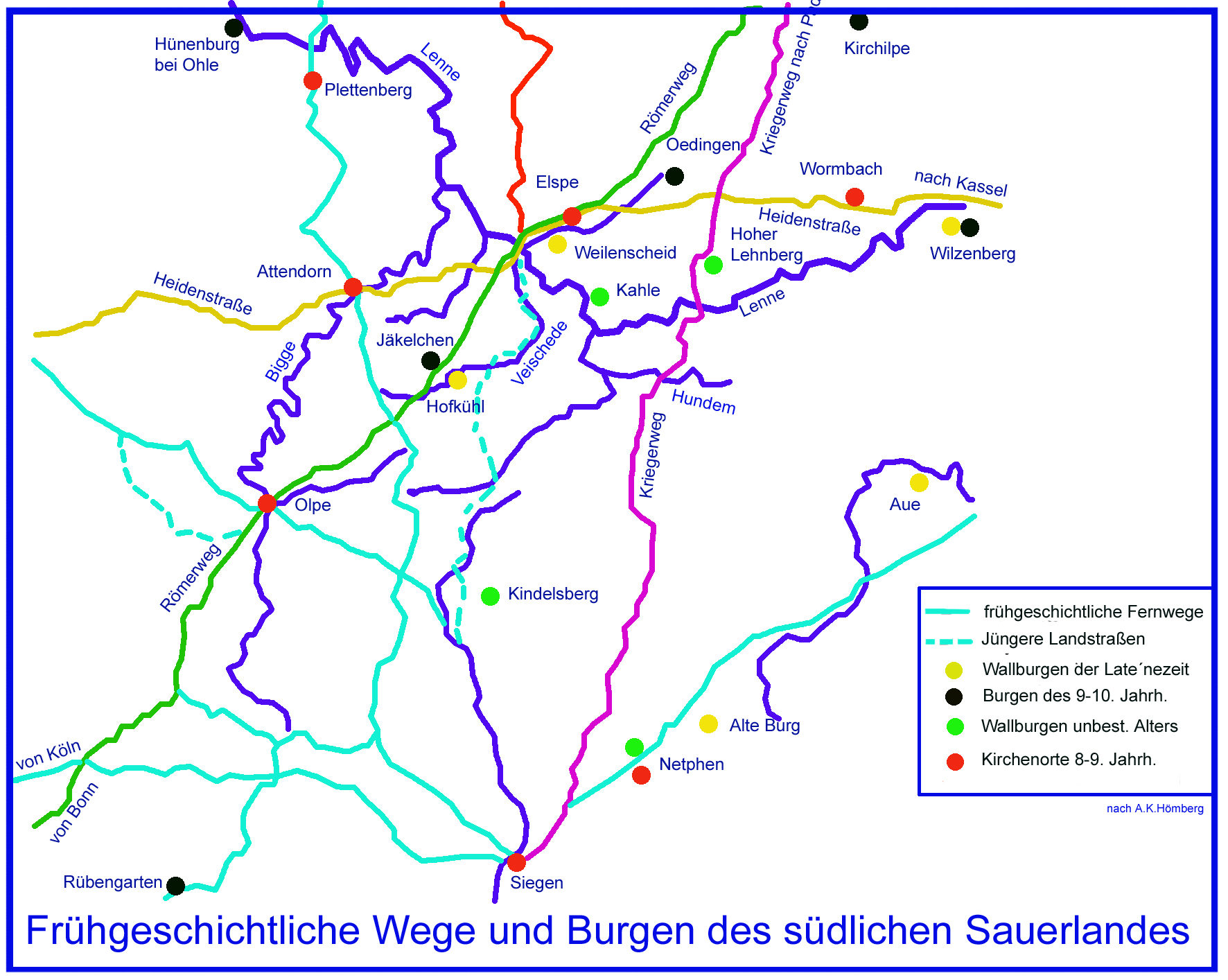
Frühgeschichtliche Wege und Burgen im südlichen Sauerland; der Römerweg ist grün dargestellt

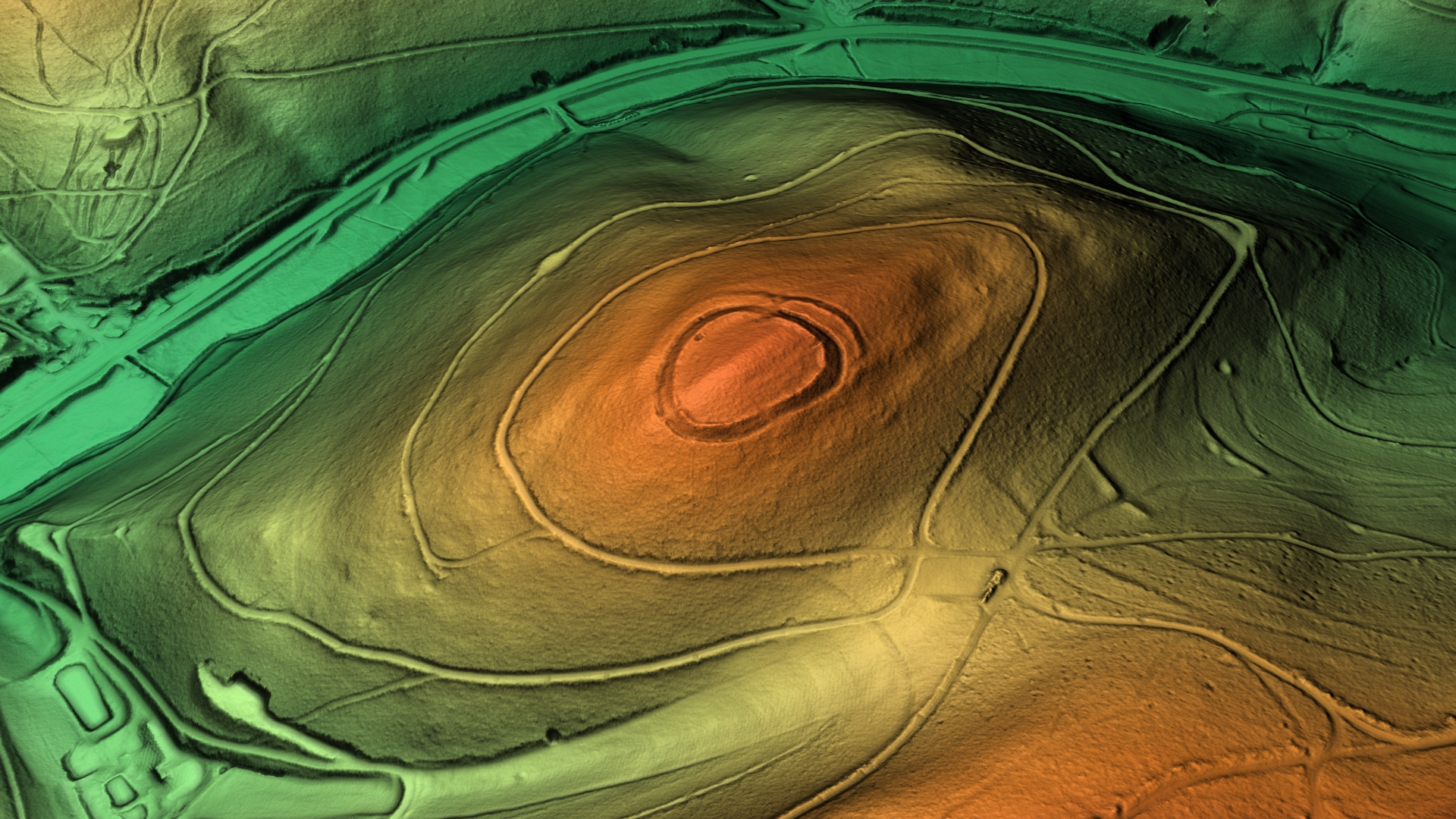
3D-Ansicht des digitalen Geländemodells

Die Wallanlage Hofkühl ist eine Wallburg nahe der Ortschaft Kirchveischede in Lennestadt.
Sie befindet sich auf dem 485 Meter hohen Hofkühlberg etwa 1,5 Kilometer südwestlich des Ortes auf der Kuppe des Berges. Sie lässt sich schwer datieren, dürfte jedoch in die jüngere Eisenzeit (La-Tène-Zeit) gehören. Der Berg, auf dem sich die Anlage befindet, fällt zum Veischedetal nach Norden und Westen steil ab. Im Süden und Osten wird die Bergkuppe jeweils durch ein Bachsiepen steil abgegrenzt.
Hier befindet sich eine kleine länglich ovale, aus Wall und Außengraben bestehende Wallanlage. Die Innenabmessungen des Ovals betragen 80 mal 60 Meter. Die unterschiedlich starken Wälle sind 3 bis 4 Meter hoch, der vorgelagerte Graben etwa 3 bis 4 Meter breit und heute noch etwa einen Meter tief. Im Nordosten und Südwesten befand sich je ein Tor, das man an den verdickten Wallenden erkennen kann. Ein weiterer Wall mit Außengraben befindet sich im Abstand von 20 Metern vor dem nordöstlichen Tor.
Kleinere Ausgrabungen im Jahr 1952 ergaben lediglich Funde kleiner Holzkohlestücke und rot gebrannten Lehm. Reste von Pfosten wurden nicht angetroffen. Weiterhin wurde ein kleines Stück einer Randscherbe gefunden. Flächenmäßige Untersuchungen mit einer Metallsonde ergaben keine datierbaren Befunde.
Etwa 1200 m nordwestlich des Hofkühl auf dem gegenüberliegenden Bergrücken liegt in Sichtweite die Wallburg Jäckelchen, welche den alten Römerweg abriegelte.
Siehe auch: Wallburgen im Sauerland